# 게리 모드
《게리 모드》(영어: Garry's Mod, 약칭:GMod)는 2004년에 페이스펀치 스튜디오의 게리 뉴맨(영어: Garry Newman)이 소스 엔진을 이용하여 개발한 비디오 게임이다. 2004년 12월 24일에 하프라이프 2의 모드로 처음 출시되었으며, 이후 2006년 11월 29일에 독립된 게임으로 출시되었다. 게리 모드는 플레이에 거의 제약이 없는 비선형적 게임(또는 오픈 월드)으로, 플레이어는 물체를 조작하거나, 게리 모드의 물리 엔진을 이용해 실험할 수 있다.

## 게임 플레이
| 시스템 요구사항 |                                                          |
| --- | -------------------------------------------------------- |
| \| \| 요구사항 \| \| PC[1] \| PC[1] \| \| --------------- \| -------------------------------------------------------- \| \| 운영 체제 \| 윈도우 2000, 윈도우 XP, 윈도우 비스타 \| \| CPU \| 1.8 GHz 이상 \| \| 램 메모리 \| 2GB 이상 \| \| 하드 디스크 \| 4 GB 이상의 여유 공간 \| \| 그래픽 하드웨어 \| DirectX9 수준의 그래픽 카드 (SSE 지원 필요) \| \| 네트워크 \| 인터넷 연결 \| \| MAC[1] \| \| \| 운영 체제 \| OS X version Snow Leopard 10.6.3 \| \| 램 메모리 \| 8 GB 이상 \| \| 그래픽 하드웨어 \| NVIDIA 지포스 8 이상, ATI X1600 이상, 또는 Intel HD 3000 \| \| 네트워크 \| 인터넷 연결 \| \| 입력 장치 \| 마우스, 키보드 \| |                                                          |
| | 요구사항                                                 |
| PC |                                                          |
| 운영 체제 | 윈도우 2000, 윈도우 XP, 윈도우 비스타                    |
| CPU | 1.8 GHz 이상                                             |
| 램 메모리 | 2GB 이상                                                 |
| 하드 디스크 | 4 GB 이상의 여유 공간                                    |
| 그래픽 하드웨어 | DirectX9 수준의 그래픽 카드 (SSE 지원 필요)              |
| 네트워크 | 인터넷 연결                                              |
| MAC |                                                          |
| 운영 체제 | OS X version Snow Leopard 10.6.3                         |
| 램 메모리 | 8 GB 이상                                                |
| 그래픽 하드웨어 | NVIDIA 지포스 8 이상, ATI X1600 이상, 또는 Intel HD 3000 |
| 네트워크 | 인터넷 연결                                              |
| 입력 장치 | 마우스, 키보드                                           |

《게리 모드》는 정해진 목표가 없는 샌드박스 게임으로 플레이어가 제한 없이 물체를 조종할 수 있다. 그리고 멀티플레이어 서버는 플레이어가 만든 다양한 게임 모드를 제공한다. 게임 안에서는 플레이어가 다양한 가구나 프롭 등을 다루거나 설치할 수 있다. 프롭은 게임 내의 물체를 뜻하며, 설치되어 있는 소스 엔진 기반의 게임이나 스팀의 창작 마당 등에서 선택하여 불러올 수 있다. 게리 모드에는 이 물체를 다루기 위한 두 개의 "도구", Physics Gun과 Tool Gun이 있는데, Physics Gun은 물체를 움직이거나 크기 등을 조절하고 그 위치에 고정시킬 수 있다. Tool Gun은 프롭을 용접하거나 로프를 이용해 연결하거나 조종 가능한 윈치나 바퀴를 만드는 등 다양한 작업을 하기 위한 다목적 도구다. 그리고 커뮤니티에서 만들어진 애드온을 이용할 때 사용되기도 한다. 또한 게리 모드는 하복 물리 엔진을 개량한 소스 엔진을 이용하여 플레이어가 물리 법칙을 따르는 기계를 만들 수 있게 하여 매우 현실적인 구조물을 만들고 실험을 할 수 있다.
래그돌 포징은 게리 모드의 주요 기능이며 플레이어는 소스 엔진을 기반으로 하는 게임에서 가져 온 그돌 모델을 생성하고 다양한 도구들을 사용하여 포징(자세 조작)을 할 수 있다.

## 창작
게리 모드는 사용자가 불러온 3D 모델이나 맵을 꺼낼 수 있는 스폰 메뉴를 통해 소스 엔진의 확장성을 제공한다. 게리 모드 버전 9부터, 루아 스크립트는 게임 안에서 사용자가 자신만의 스크립트를 실행하는 중요한 기능이 되었다. 그리고 그 스크립트는 그전의 게임에서 존재하지 않던 무기, 엔티티, 도구, 게임 모드 그리고 NPC 등을 만들 수 있게 하여 유저들의 잠재된 가능성을 끌어올린다. 그리고 멀티 서버에 접속할 때에는 앞서 말한 유저 창작 컨텐츠를 자동으로 클라이언트로 전송한다. 그 외에 게리 모드에서 인기있는 모드에는 Trouble in Terrorist Town, DarkRP, 데스런, 감옥 탈출, 그리고 프롭 헌트와 트레버 헨더슨 모드가 있다.

### 와이어모드
와이어모드는 가상 전자부품을 게리 모드에 추가하는 유저 창작 모드다. 논리 게이트, 마이크로 컨트롤러, 버튼, 각종 센서, 스크린 등등이 추가되었다. 플레이어는 이 부품들을 조합하여 크고 복잡한 전자 제품을 만들 수 있으며, Expression2 라는 범용 컨트롤러를 이용하여 플레이어가 직접 고급 언어를 이용하여 프로그래밍 할 수도 있다. 저급 언어를 사용하는 CPU 모듈은 한계치까지 끌어 내어 개임 내의 디지털 스크린에 그래픽을 렌더링 할 수 있고 사실 상 가상 컴퓨터를 만드는 것도 가능하다.
와이어모드의 사용으로 매우 복합적인 기계와 가상 컴퓨터, 비행기, 우주 발사체, 드론 등을 별도로 애드온을 추가하지 않고도 만들어 낼 수 있다.

### Fretta 대회
2009년과 2010년 겨울에, "Fretta"라는 대회가 개최되었다. "Fretta"는 프로그래밍 프레임워크를 사용하여 게리 모드의 새로운 게임 모드를 만드는 대회다. Fretta는 이탈리아어로 "서둘러"라는 뜻을 가지며, 개발자들이 빠르고 쉽게 게임 모드의 독특한 측면에 집중할 수 있도록 하여 게리 모드의 새로운 게임 모드를 만들도록 한다. Fretta 대회는 "Rambo_6's Simple Gamemode Base"라는 대회에서 유래했다. 이 대회가 게리 모드에 포함되었을 때 뉴맨은 원작자와 개발자들에 대한 보상을 조금 바꾸었는데, 마피아 파티 게임에서 공중 전투 모드에 걸친 대회 우승자들은 게리 모드에 자신만의 스팀 도전과제가 추가되는 것이다.
대회에서 우승한 게임 모드에는 대표적으로 Trouble in Terrorist Town, Dogfight Arcade Assault, 프롭 헌트 등이 있다.

### 토이박스와 스팀 워크샵
게리 모드 10에서 유저 창작 콘텐츠를 다운받고 공유할 수 있는 토이박스라는 기능이 추가되었다. 2012년에 스팀 워크샵이 출시된 이후, 게리 모드 13에서 토이박스가 스팀 워크샵으로 대체되었다.

## 역사
게리 모드는 2004년 12월 24일에 무료로 출시하였고 2005년 11월 27일까지 무료로 배포 하였다. 2006년 11월 29일부터 스팀에 유료로 판매하기 시작했다. 2014년 9월 기준으로 약 600만개가 판매되었다.